# Eiji Funakoshi
Eiji Funakoshi (船越 英二 Funakoshi Eiji?) fue un actor japonés. Recibió el Premio Kinema Junpo al Mejor Actor y los Concursos de Cine de Mainichi al Mejor Actor por su actuación en Nobi. 

## Biografía
Nacido Eijirō Funakoshi el 17 de marzo de 1923 en Tokio, Eiji Funakoshi se inscribió en la Daiei Motion Picture Company en 1947 e hizo su debut como actor al año siguiente con Beautiful Enemy. En una carrera que abarcó tres décadas, Funakoshi protagonizó una variedad de géneros y trabajó para los directores Kōzaburō Yoshimura, Mikio Naruse, Kon Ichikawa y Yasuzo Masumura.
Funakoshi fue un actor favorito del reconocido director internacional Kon Ichikawa. Quizás su película más notable fue el drama de la Segunda Guerra Mundial Nobi (1959). Funakoshi desempeñó el papel principal del soldado del ejército imperial Tamura, un soldado estacionado en la Isla de Leyte en Filipinas. Nobi ganó premios en Japón y en el extranjero, incluidos los premios para Kon Ichikawa de Blue Ribbon en Japón y el Festival de Cine de Locarno en Suiza. 
Durante varios años, Funakoshi interpretó a Tanokura Magobei, un asociado cercano del shogun, en Abarenbō Shōgun .
Eiji Funakoshi murió de un derrame cerebral a las 10:57 p. m. del 17 de marzo de 2007, en su 84 cumpleaños.

## Filmografía
| Año  | Película                              | Papel             |
| ---- | ------------------------------------- | ----------------- |
| 1953 | Hermano y hermana                     | Kobata            |
| 1957 | Bara ikutabika                        | Tsuruo Ichioka    |
| 1957 | Ana                                   | Koisuke Sengi     |
| 1958 | The Loyal 47 Ronin                    | Tsunanori Uesugi  |
| 1959 | Nobi                                  | Tamura            |
| 1960 | Jokyo                                 | Yasushi           |
| 1960 | La princesa errante                   | Futetsu (Pujie)   |
| 1961 | Kuroi jûnin no onna                   |                   |
| 1962 | Watashi wa nisai                      | Goro, el padre    |
| 1963 | Yukinojō Henge                        | Heima Kadokura    |
| 1964 | Manji                                 | Kotaro Kakiuchi   |
| 1965 | Gamera                                | Dr. Hidaka        |
| 1966 | Shiroi Kyoto                          | Profesor Kikukawa |
| 1969 | Gamera vs. Guiron                     | Dr. Shiga         |
| 1969 | Mōjū                                  |                   |
| 1975 | Otoko wa Tsurai yo: Torajirō Aiaigasa |                   |

## Honores
- Medalla con cinta morada (1989)
- Orden del sol naciente, 4.ª clase, rayos de oro con roseta (1995)